# Torpedo Nizjnij Novgorod
Torpedo Nizjnij Novgorod (russisk: Торпедо Нижний Новгород) er en professionel ishockeyklub fra Nizjnij Novgorod i Rusland, som spiller i den Kontinentale Hockey-Liga (KHL). Holdet spiller sine hjemmekampe i KRK Nagornyj, som har en kapacitet på 5.600 tilskuere.